# NGC 5547
NGC 5547 este o interacțiune de galaxii situată în constelația Ursa Mică. A fost descoperită în 20 decembrie 1797 de către William Herschel.